# Little Nemo : Retour à Slumberland
Pour les articles homonymes, voir Little Nemo (homonymie).
Little Nemo : Retour à Slumberland (en anglais : Little Nemo: Return to Slumberland) est une bande dessinée écrite par l'Américan Eric Shanower et dessinée par le Chilien Gabriel Rodriguez publiée sous forme de quatre comic books par IDW Publishing en 2014. Elle a reçu le prix Eisner de la meilleure mini-série en 2015.